# Malta op de Olympische Zomerspelen 2020
Malta nam deel aan de Olympische Zomerspelen 2020 in Tokio, Japan.

## Atleten
| sport         | mannen | vrouwen | totaal |
| ------------- | ------ | ------- | ------ |
| Atletiek      | 0      | 1       | 1      |
| Badminton     | 1      | 0       | 1      |
| Gewichtheffen | 0      | 1       | 1      |
| Schietsport   | 0      | 1       | 1      |
| Zwemmen       | 1      | 1       | 2      |
| totaal        | 2      | 4       | 6      |

## Deelnemers en resultaten

### Atletiek
Vrouwen
Loopnummers
| atlete         | onderdeel | series | series | kwartfinale | kwartfinale | halve finale   | halve finale   | finale         | finale         |
| atlete         | onderdeel | tijd   | rang   | tijd        | rang        | tijd           | rang           | tijd           | rang           |
| -------------- | --------- | ------ | ------ | ----------- | ----------- | -------------- | -------------- | -------------- | -------------- |
| Carla Scicluna | 100 m     | 12,11  | 4 q    | 12,16       | 8           | niet geplaatst | niet geplaatst | niet geplaatst | niet geplaatst |

### Badminton
Malta ontving een uitnodiging van de Olympische tripartitecommissie voor één speler in het badminton.
Mannen
| atlete        | onderdeel | groepsfase           | groepsfase            | groepsfase           | groepsfase | eliminatie           | kwartfinale          | halve finale         | finale / BM          | finale / BM |
| atlete        | onderdeel | tegenstander uitslag | tegenstander uitslag  | tegenstander uitslag | rang       | tegenstander uitslag | tegenstander uitslag | tegenstander uitslag | tegenstander uitslag | rang        |
| ------------- | --------- | -------------------- | --------------------- | -------------------- | ---------- | -------------------- | -------------------- | -------------------- | -------------------- | ----------- |
| Matthew Abela | enkelspel | Shi Y V (9-21, 8-21) | S Opti teruggetrokken | n.v.t.               | 2          | niet geplaatst       | niet geplaatst       | niet geplaatst       | niet geplaatst       | 15          |

### Gewichtheffen
Vrouwen
| atlete                | onderdeel | trekken | trekken | stoten | stoten | totaal | rang |
| atlete                | onderdeel | score   | rang    | score  | rang   | totaal | rang |
| --------------------- | --------- | ------- | ------- | ------ | ------ | ------ | ---- |
| Yasmin Zammit Stevens | -64 kg    | 84      | 14      | 105    | 13     | 189    | 13   |

### Schietsport
Ook in de schietsport ontving Malta een uitnodiging van de Olympische tripartitecommissie, voor het pistoolschieten bij de vrouwen.
Vrouwen
| atlete          | onderdeel         | kwalificaties | kwalificaties | finale         | finale         |
| atlete          | onderdeel         | punten        | rang          | punten         | rang           |
| --------------- | ----------------- | ------------- | ------------- | -------------- | -------------- |
| Eleanor Bezzina | 10 m luchtpistool | 570           | 26            | niet geplaatst | niet geplaatst |
| Eleanor Bezzina | 25 m pistool      | 565           | 41            | niet geplaatst | niet geplaatst |

### Zwemmen
Mannen
| atleet          | onderdeel        | series | series | halve finale   | halve finale   | finale         | finale         |
| atleet          | onderdeel        | tijd   | rang   | tijd           | rang           | tijd           | rang           |
| --------------- | ---------------- | ------ | ------ | -------------- | -------------- | -------------- | -------------- |
| Andrew Chetcuti | 100 m vrije slag | 51,47  | 49     | niet geplaatst | niet geplaatst | niet geplaatst | niet geplaatst |

Vrouwen
| atlete     | onderdeel         | series   | series | halve finale | halve finale | finale         | finale         |
| atlete     | onderdeel         | tijd     | rang   | tijd         | rang         | tijd           | rang           |
| ---------- | ----------------- | -------- | ------ | ------------ | ------------ | -------------- | -------------- |
| Sasha Gatt | 400 m vrije slag  | 4.19,75  | 22     | n.v.t.       | n.v.t.       | niet geplaatst | niet geplaatst |
| Sasha Gatt | 1500 m vrije slag | 16.57,47 | 33     | n.v.t.       | n.v.t.       | niet geplaatst | niet geplaatst |